# A Força do Destino (radionovela)
A Força do Destino foi um folhetim português transmitido sob a forma de radionovela pela Rádio Graça e repetida no Rádio Clube Português. A história era a adaptação de Eduardo Damas e Manuel Paião de um folhetim de origem sul-americana.
Com cerca de 300 episódios, a transmissão original deu-se em 1955.
Foi a primeira radionovela portuguesa de grande êxito popular. Ficou conhecida popularmente como "A Coxinha do Tide", por ser patrocinada por aquela marca, o primeiro grande detergente industrial lançado em Portugal numa altura de viragem do consumo do sabão para o detergente em pó (patrocínios deste tipo eram, aliás, já prática corrente nos Estados Unidos, estando na origem do termo soap opera). Devido ao grande sucesso do "Teatro Tide", o Tide passou a ser o detergente mais conhecido das donas de casa em Portugal.
Com a emissão da radionovela, revela-se um fenómeno de comunicação de massa que era na época quase inédito em Portugal: a atriz que interpretava a protagonista do folhetim teve uma enchente na igreja a acompanhar a cerimónia do seu casamento na vida real; a intérprete da antagonista foi maltratada quando a descobriram na rua; quando nasceu uma criança na trama radiofónica, a Rádio Graça foi inundada de berços e enxovais de criança.

## Sinopse
O argumento contava a história de Margarida (Lily Santos), que era coxa em virtude de um defeito numa perna, mulher discreta, humilde e estóica, por quem se apaixona o médico e galã Humberto Figueirola (Ricardo Isidro) que a vem a operar com sucesso. Figueirola era casado com Raquel (Lurdes Santos), prima de Margarida, uma mulher má e egoísta que via no marido a fonte para satisfazer o seu luxo. Ao fim de várias peripécias, Raquel morre e Margarida casa-se com o médico, de quem tem uma filha.

## Elenco
- Lily Santos - Margarida
- Ricardo Isidro - Humberto Figueirola
- Lurdes Santos - Raquel